# Prell

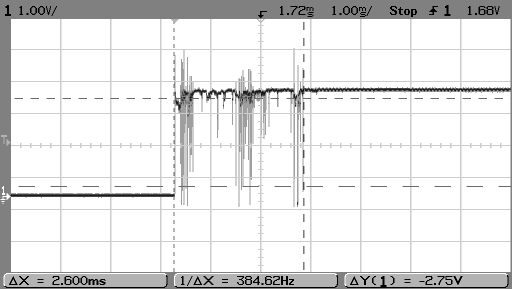
Mechanikus kapcsoló oszcilloszkópos képe bekapcsoláskor. A kapcsoló "pereg" a ki-, és a bekapcsolt állapot között, mielőtt beállna a teljes vezetés.

A prell (más néven pergés) mechanikus kapcsolók és relék általános problémája. A kapcsolók és relék érintkezőit gyakran nagy rugalmasságú fémekből készítik. Amikor az érintkezők mechanikai hatásra egymáshoz érnek, az anyag rugalmassága miatt egyszer vagy többször "szétlökődnek", mielőtt beáll a vezetőképes állapotuk. Az eredmény egy gyorsan pulzáló tranziens a feszültségforrás áramától és feszültségétől függetlenül. Ez a hatás általában elhanyagolható tápáramkörben, de analóg és logikai áramkörökben a kis válaszidő miatt problémákat okozhat a gyorsan váltakozó alacsony és magas jel. 
A jelenség kiküszöbölhető higanykapcsolókkal, relékkel, de a higany mérgező mivolta miatt egyre inkább visszaszorul a használatuk. Szélesebb körben elterjedt az aluláteresztő szűrők, digitális elektronikában a SR flip-flop, Schmitt Trigger és a szoftveres pergésmentesítés használata.